# Rick J. Jordan

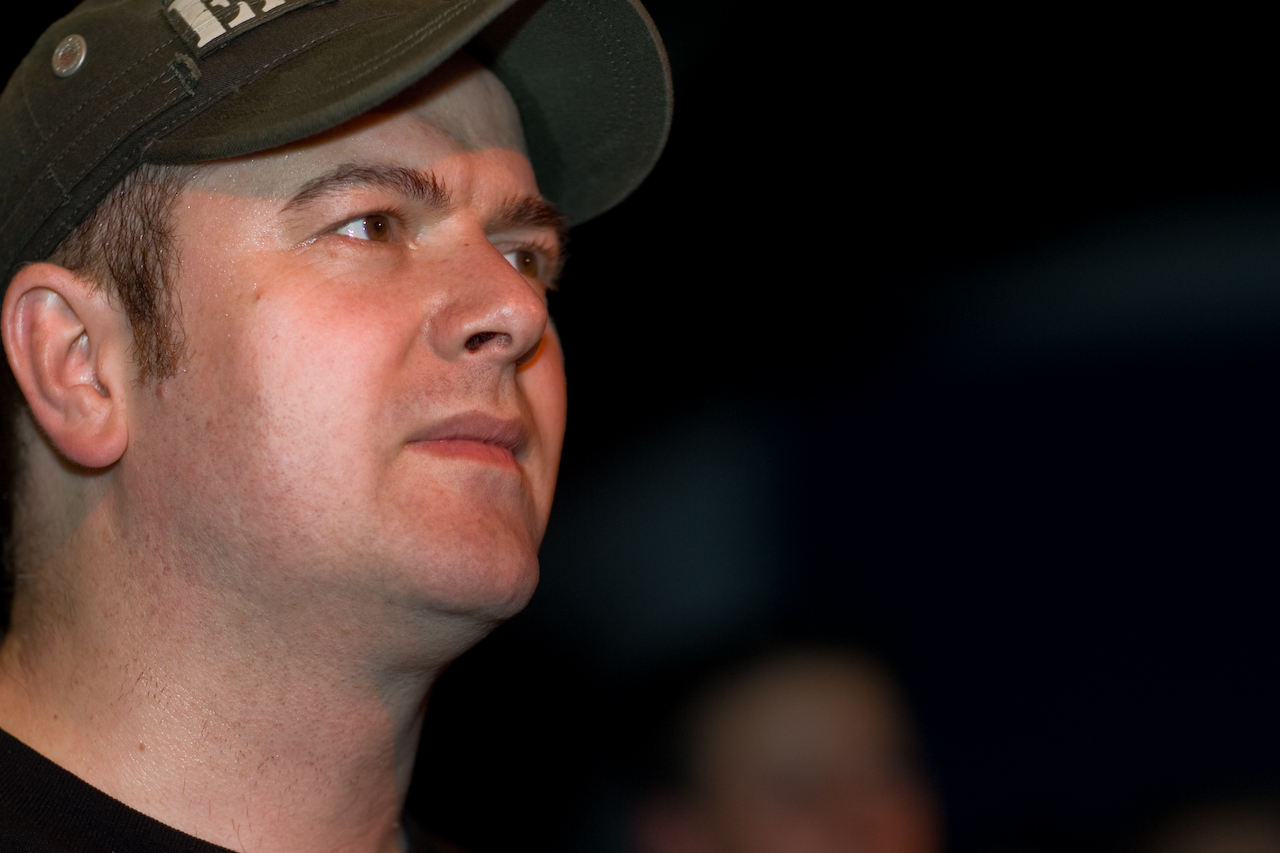
Rick J. Jordan (2007)

Rick J. Jordan (* 1. Januar 1968 in Hannover als Hendrik Stedler) ist ein deutscher Musikproduzent, Multiinstrumentalist, Komponist, Toningenieur und Sounddesigner. Bekannt wurde er als „Mastermind“ (1994–2014) der Band Scooter.

## Leben und Wirken
Rick J. Jordan erlernte das Klavierspiel im Alter von fünf Jahren und beendete eine Ausbildung zum Tonmeister. 1987 gründete er dann mit H. P. Baxxter die Synthie-Pop-Band Celebrate the Nun, die bis 1992 existierte. Im Folgejahr rief er mit H. P. Baxxter, dessen Cousin Sören Bühler und dem DJ Jens Thele die Band Scooter ins Leben. Jordan war innerhalb der Band vor allem für alle Aspekte des Sounddesigns und der melodischen Produktionselemente verantwortlich. Des Weiteren war er Hauptverantwortlicher für den Endmix der Produktionen. Nach Angaben der englischsprachigen Diskografie von Scooter hat er über 130 Single-Top-10-Platzierungen weltweit erreicht. Er erhielt außerdem unter anderem zwei Echos, 80 Gold- und Platin-Auszeichnungen und einen Number One Album Award der britischen Official Charts Company.
Ende 2013 wurde Jordans Ausstieg bei Scooter angekündigt. Am 24. Januar 2014 stand er beim Abschlusskonzert der Tournee Scooter: 20 Years Of Hardcore in Hamburg ein letztes Mal mit der Band auf der Bühne.
In seiner Jugend spielte Jordan als Keyboarder in den hannoverschen Amateurbands Laser, Megabyte, Die Matzingers, Vienna und Never Delay mit.
Von Mitte 2016 bis Anfang 2018 produzierte er zusammen mit dem bulgarischen Konzertpianisten und Komponisten Alexander Raytchev Instrumentalmusik aus dem Bereich „Classical Crossover“. Das erste Werk, Glassmærchen, wurde am 15. Dezember 2016 in Berlin uraufgeführt.
Seit 2018 war Rick J. Jordan als Produzent und Bassist der Indie-Rock-Formation Leichtmatrose aktiv. Am 24. Mai 2025 gab die Band seinen Ausstieg bekannt, der im Sommer erfolgen wird. 
2020 produzierte Jordan die Neuauflage des Songs Nein, meine Söhne geb’ ich nicht von Reinhard Mey zusammen mit 17 weiteren Künstlern, unter denen sich auch Mey selbst befand. Das hierzu entstandene Musikvideo rief im Abspann zu Spenden für die NGO Friedensdorf International auf und wurde bei Youtube (Stand 16. Juli 2024) über 18 Millionen Mal abgerufen.
Aktuell (2024) produziert er die Sängerin, Moderatorin und „Comedy Queen“ Seraphina Kalze sowohl musikalisch als auch multimedial. Die erste Tournee von Seraphina Kalze „Jetzt Fetzt!“ begleitet er 2024 als Pianist und musikalischer Leiter.

## Privates
Jordan lebt in Hamburg, ist verheiratet und hat eine Tochter. Seine Frau Nikk sang bei vielen Scooter-Songs die Basis der „hochgepitchten“ Stimme und ist in Jigga Jigga mit ihrer natürlichen Stimme zu hören.
Jordans Schwester sang als Mary K. 1994 für das deutsche Dancefloor-Projekt Kosmos den DÖF-Hit Codo … düse im Sauseschritt neu ein.